# Kangarosa focarius
Kangarosa focarius Framenau, 2010 è un ragno appartenente alla famiglia Lycosidae.

## Etimologia
Il nome proprio della specie deriva dal latino focarius, in inglese cook, cioè cuoco, in riferimento alla località di rinvenimento principale degli esemplari: Point Cook, nello stato di Victoria.

## Caratteristiche
L'olotipo maschile rinvenuto ha lunghezza totale è di 9,63mm; la lunghezza del cefalotorace è di 4,63mm, e la larghezza è di 3,50mm.
Il paratipo femminile rinvenuto ha lunghezza totale è di 12,50mm; la lunghezza del cefalotorace è di 5,25mm, e la larghezza è di 3,75mm.

## Distribuzione
La specie è stata reperita in Australia meridionale: nella località di Point Cook, appartenente alla parte meridionale dello stato di Victoria.

## Tassonomia
Al 2017 non sono note sottospecie e dal 2010 non sono stati esaminati nuovi esemplari.